# 바이더문
바이더문은 대한민국의 2인조 음악 그룹이다. 2018년 디지털 싱글 앨범 [5959]로 데뷔했다.

## 멤버

### 쵸쵸
- 본명 김초아
- 1989년 경기도 부천 출생
- 동아방송예술대학교 실용음악과 성악전공
- 가수, 작사가, 작곡가, 보컬 트레이너
- 2017년 솔로 데뷔
- 후계자 Top6

### 썬케이
- 본명 김선경
- 1993년 12월 24일 출생
- 동아방송예술대학교 작곡 전문학사

## 음반
- 5959 (2018)
- AURORA (2018)
- 사랑하지 않는 게 아니에요 (2019)
- 그냥 그런 날 (2020)
- 오늘같은 밤 (2020)
- 사랑에 일기예보가 있다면 (2020)
- 어느 겨울밤 (2020)
- Be Happier (2021)